# The Highschool Life of a Fudanshi
The Highschool Life of a Fudanshi (腐男子高校生活?, Fudanshi kōkō seikatsu, lett. "Vita di un liceale fudanshi") è un manga yonkoma scritto e disegnato da Atami Michinoku, serializzato sul sito Zero Sum Online di Ichijinsha dal 1º maggio 2015 al 7 settembre 2018. Un adattamento anime, prodotto da EMT Squared, è stato trasmesso in Giappone tra il 5 luglio e il 20 settembre 2016.

## Personaggi

Il protagonista Ryō Sakaguchi

Ryō Sakaguchi (坂口 亮?, Sakaguchi Ryō)
Doppiato da: Wataru Hatano
Toshiaki Nakamura (中村 俊明?, Nakamura Toshiaki)
Doppiato da: Kenji Nojima
Yūjirō Shiratori (白鳥 勇次郎?, Shiratori Yūjirō)
Doppiato da: Tatsuhisa Suzuki
Akira Ueda (上田 アキラ?, Ueda Akira)
Doppiato da: Toshiki Masuda
Daigo (台後?)
Doppiato da: Kōtarō Nishiyama
Rumi Nishihara (西原 ルミ?, Nishihara Rumi)
Doppiata da: Aya Suzaki

## Media

### Manga
Il manga, scritto e disegnato da Atami Michinoku, è stato serializzato sul sito Zero Sum Online di Ichijinsha dal 1º maggio 2015 al 7 settembre 2018. Il primo volume tankōbon è stato pubblicato il 25 settembre 2015 e al 25 settembre 2018 ne sono stati messi in vendita in tutto cinque. In America del Nord i diritti sono stati acquistati da Seven Seas Entertainment.

#### Volumi
| Nº | Data di prima pubblicazione                | Data di prima pubblicazione                                                 | Data di prima pubblicazione |
| Nº | Giapponese                                 | Giapponese                                                                  |                             |
| -- | ------------------------------------------ | --------------------------------------------------------------------------- | --------------------------- |
| 1  | 25 settembre 2015                          | ISBN 978-4-7580-3115-8                                                      |                             |
| 2  | 25 aprile 2016                             | ISBN 978-4-7580-3179-0                                                      |                             |
| 3  | 25 novembre 2016 (ed. regolare & limitata) | ISBN 978-4-7580-3239-1 (ed. regolare) ISBN 978-4-7580-3240-7 (ed. speciale) |                             |
| 4  | 25 settembre 2017                          | ISBN 978-4-7580-3314-5                                                      |                             |
| 5  | 25 settembre 2018                          | ISBN 978-4-7580-3385-5                                                      |                             |

### Anime
Un adattamento anime, prodotto da EMT Squared per la regia di Toshikatsu Tokoro, è andato in onda dal 5 luglio al 20 settembre 2016. La sigla di apertura è Sekai wa Boy Meets Boy (SEKAIはボーイミーツボーイ♂?) di Wataru Hatano. In tutto il mondo, ad eccezione dell'Asia, gli episodi sono stati trasmessi in streaming in simulcast, anche coi sottotitoli in lingua italiana, da Crunchyroll.

#### Episodi
| Nº | Titolo italiano Giapponese 「Kanji」 - Rōmaji                                                 | In onda           | In onda |
| Nº | Titolo italiano Giapponese 「Kanji」 - Rōmaji                                                 | Giapponese        |         |
| 1  | Vita quotidiana di un liceale fudanshi 「腐男子高校生活の日常」 - Fudanshi kōkōsei no nichijō | 5 luglio 2016     |         |
| 2  | I miei compagni di classe 「俺のクラスメイト」 - Ore no kurasumeito                           | 12 luglio 2016    |         |
| 3  | Ci sono fujoshi dappertutto 「そこかしこに腐女子はいる」 - Soko kashiko ni fujoshi wa iru     | 19 luglio 2016    |         |
| 4  | La mia prima amica otaku 「はじめてのオタク友達」 - Hajimete no otaku tomodachi               | 26 luglio 2016    |         |
| 5  | Kohai problematici 「難ありな後輩たち」 - Nan ari na kōhai-tachi                              | 2 agosto 2016     |         |
| 6  | L'estate degli otaku 「オタクの夏」 - Otaku no natsu                                          | 9 agosto 2016     |         |
| 7  | A ciascuno il suo divertimento 「それぞれの楽しみ」 - Sorezore no tanoshimi                   | 16 agosto 2016    |         |
| 8  | La ragazza che m'interessa 「気になる女子」 - Ki ni naru joshi                                | 23 agosto 2016    |         |
| 9  | Desiderio di trasformazione 「変身（させたい）願望」 - Henshin (sasetai) ganbō                | 30 agosto 2016    |         |
| 10 | Gli 801 desideri terreni 「８０１の煩悩」 - 801 no bonnō                                      | 6 settembre 2016  |         |
| 11 | Amaro San Valentino 「甘くないバレンタイン」 - Amakunai Barentain                             | 13 settembre 2016 |         |
| 12 | Ciò che mi spinge 「オレをうごかすモノ」 - Ore o ugokasu mono                                 | 20 settembre 2016 |         |